# Arcus vertebrae

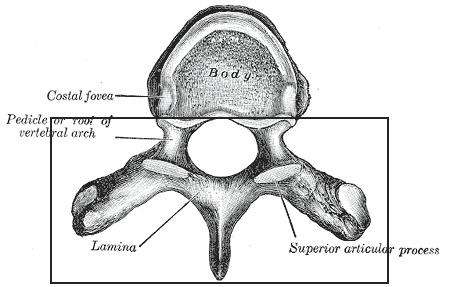
egy csigolya (ami be van keretezve az az arcus vertebrae)

Az arcus vertebrae a hátsó része a csigolyának. Magába foglal egy pár pediculus arcus vertebrae-t, egy pár lamina arcus vertebrae-t és hét nyúlványt.
- kettő-kettő processus articularis inferior et superior vertebrae
- kettő processus transversus vertebrae
- egy processus spinosus vertebrae